# ديريك لوك (لاعب كرة قدم أمريكية)
ديريك لوك (بالإنجليزية: Derrick Locke)‏ هو لاعب كرة قدم أمريكية أمريكي، ولد في 30 مايو 1989 في أوكلاهوما سيتي في الولايات المتحدة.